# Alina Grijseels
Alina Grijseels (['ɡʁaɪ̯zl̩s], * 12. April 1996 in Wesel) ist eine deutsche Handballspielerin, die beim rumänischen Erstligisten CSM Bukarest unter Vertrag steht. Sie wurde in Deutschland zwei Mal zur Handballerin des Jahres gewählt.

## Karriere

### Verein
Alina Grijseels lief in der Jugend für TV Biefang 1912 auf. Später spielte sie mit der Damenmannschaft des TV Aldenrade in der Oberliga und besaß ein Doppelspielrecht für den A-Jugend-Bundesligisten TV Aldekerk. Im September 2013 schloss sich die Rückraumspielerin dem Drittligisten TuS Lintfort an und war weiterhin für den TV Aldekerk spielberechtigt. Im November 2014 wechselte sie zum Zweitligisten Borussia Dortmund und lief weiterhin per Doppelspielrecht für den TV Aldekerk auf. In der Saison 2014/15 stieg Grijseels mit Dortmund in die Bundesliga auf und belegte mit Aldekerk den vierten Platz bei der deutschen A-Jugendmeisterschaft. Anschließend lief sie nur noch für Dortmund auf. Mit der Borussia stand sie in der Saison 2015/16 im Pokalfinale. Mit Dortmund gewann sie 2021 die deutsche Meisterschaft. Zur Saison 2023/24 wechselte sie zum französischen Erstligisten Metz Handball. Mit Metz gewann sie 2024 sowohl die französische Meisterschaft als auch den französischen Pokal. Seit dem Sommer 2024 steht sie beim rumänischen Erstligisten CSM Bukarest unter Vertrag. Mit CSM Bukarest gewann sie im Jahr 2025 die rumänische Meisterschaft sowie den rumänischen Pokal. Im März 2025 unterschrieb sie einen Zweijahresvertrag beim BVB und kehrt zur Saison 2025/26 an ihre alte Wirkungsstätte zurück.

### Nationalmannschaft
Alina Grijseels gewann 2014 mit der deutschen Jugend-Nationalmannschaft die Silbermedaille bei der U18-Weltmeisterschaft in Mazedonien. Ein Jahr später nahm sie mit den Juniorinnen an der U19-Europameisterschaft in Spanien teil, wo sie mit Deutschland nach der Hauptrunde ausschied. 2016 nahm sie an der U20-Weltmeisterschaft in Russland teil. Am 21. März 2018 bestritt sie ihr Debüt für die deutsche Nationalmannschaft. Im Jahr 2024 nahm sie an den Olympischen Spielen in Paris teil. Sie absolvierte bisher 97 Spiele, in denen sie 323 Tore erzielte.
Im Juni 2021 wurde Grijseels von Henk Groener als Mannschaftskapitän der DHB-Auswahl berufen. Sie übt dieses Amt gemeinsam mit Emily Bölk aus.

## Auszeichnungen
- Handballerin des Jahres 2021[16] und 2022[17]
- German Handball Award (beste Spielerin) 2022[17]